# زیردریایی کلاس هروج
سابمارین کلاس هروج (به انگلیسی: Heroj-class submarine) یک کلاس از زیردریایی است که طول آن ۶۴ متر (۲۱۰ فوت) می‌باشد.